# Always Amber
Always Amber ist ein  Dokumentarfilm unter der Regie von Lia Hietala und Hannah Reinikainen, die beide auch an Buch und Montage beteiligt waren. Der Debütfilm feierte im Februar 2020 auf der Berlinale Weltpremiere in der Sektion Panorama Dokumente.

## Handlung
Always Amber gewährt dem Publikum einen Einblick in eine neue Generation: Selbstbewusst lebt sie ein Spektrum gender-fluider Identitäten, erlebt die erste Liebe und bewältigt Verluste.
Amber, 17 Jahre alt, und Sebastian gehören zu einer queeren Generation, die sich ihre Identitätsfindung nicht mehr von der Gesellschaft diktieren lassen will. In der gemeinsamen Welt der beiden, in der sich ihre Identität formt, wird alles geteilt – Träume, Freundschaften, Partys. Alles erscheint möglich, die bevormundenden, ständig wertenden Einflüsse der Gesellschaft scheinen ausgehebelt zu sein.
Als sich aber Sebastian in Ambers Freundin verliebt, gerät alles aus den Fugen. Das Vertrauen wird auf die Probe gestellt, und am Ende wird Amber den Übergang alleine durchstehen müssen.

## Produktion
Für Drehbuch und Regie des Films waren Lia Hietala und Hannah Reinikainen verantwortlich.
Die Produktion des Films lag in den Händen von Göran Hugo Olsson und Melissa Lindgren. Story AB war die Produktionsfirma. Koproduzent war Sveriges Television / Matti Kentrschynskyj.
Finanzielle Unterstützung in Höhe von 1,5 Millionen Schwedische Kronen (€142,000) kam vom Schwedischen Filminstitut.
Für die Musik war Shitkid zuständig, für Kameraführung Lia Hietala, Amber Mastracci, Luciano Mastracci und Alma Mastracci. Für das Editing waren Hannah Reinikainen, Lia Hietala, Anton Hemgren, und Charlotte Landelius verantwortlich.
Der Debütfilm feiert im Februar 2020 auf der Berlinale Weltpremiere und läuft dort in der Sektion Panorama Dokumente.

## Titel
Der Originaltitel lautet Alltid Amber, der internationale Titel, der auch in Deutschland verwendet wird, Always Amber. Arbeitstitel waren Amber & Sebastian und Alltid Amber.

## Kritik
Die Verantwortlichen der Berlinale sehen in Always Amber eine Übereinstimmung mit der Programmlinie der Sektion Panorama: „Die Filme im Panorama 2020 vermitteln einen spürbaren Wechsel: Die Zeit drängt, Gesellschaften stehen mit dem Rücken zur Wand. Das Kino fordert und findet inmitten von globalen Krisen einen Impuls zur Bewegung.“

## Auszeichnungen
Der Film wurde für den Berlinale Dokumentarfilmpreis nominiert. Er kandidiert auch für den Panorama Publikumspreis.